# NGC 1594
NGC 1594 = IC 2075 ist eine Balken-Spiralgalaxie vom Hubble-Typ SBbc im Sternbild Eridanus am Südsternhimmel. Sie ist schätzungsweise 190 Millionen Lichtjahre von der Milchstraße entfernt und hat einen Durchmesser von etwa 100.000 Lichtjahren.

Im selben Himmelsareal befinden sich u. a. die Galaxien NGC 1600, NGC 1603, NGC 1604, IC 2080.
Das Objekt wurde am 22. Oktober 1886 von Lewis Swift entdeckt.